# 笹谷インターチェンジ
笹谷インターチェンジ（ささやインターチェンジ）は、宮城県柴田郡川崎町今宿にある山形自動車道のインターチェンジである。
西に宮城・山形県境の笹谷峠を控えた川崎町笹谷地区近くに存在する。峠をつらぬく笹谷トンネルはもともと狭く曲がりくねった峠道の国道286号を迂回する一般有料道路として作られた経緯から、山形道に編入された現在でも笹谷ICから山形県側の関沢ICの間は料金が別計算扱いとなっている（詳細は山形自動車道#料金特例参照）。
以前はIC東側に山形自動車道をまたいで宮城蔵王セントメリースキー場が運営されていて、スキー・スノーボードを行うためのアクセスに便利であったが、2023-2024シーズンを最後に営業を終えている。宿泊施設として付近に「るぽぽ かわさき」「一乃湯」もある。

## 歴史
- 1981年（昭和56年）4月15日：笹谷IC - 関沢IC間が「一般国道286号笹谷トンネル」として開通し、供用開始（この時は暫定2車線で供用）[2][1][3]。
- 1990年（平成2年）10月4日：宮城川崎IC - 笹谷IC間開通（この時は暫定2車線で供用）[2]。
- 1997年（平成9年）11月28日：村田JCT - 笹谷IC間が4車線化される[2]。
- 1998年（平成10年）7月1日：「一般国道286号笹谷トンネル」（笹谷IC - 関沢IC）が山形自動車道に編入される[2]。
- 2002年（平成14年）11月30日：笹谷IC - 関沢IC間が4車線化される[2]。

## 周辺
- るぽぽ かわさき
- 笹谷温泉

## 接続する道路
- 直接接続
  - 国道286号[4]

## 料金所
- ブース数：4

### 入口
- ブース数：2
  - ETC専用：1
  - 一般：1

### 出口
- ブース数：2
  - ETC専用：1
  - 一般：1

## 隣
E48 山形自動車道
(1)宮城川崎IC - 古関PA - (2)笹谷IC - (3)関沢IC